# Colobothea naevigera
Colobothea naevigera là một loài bọ cánh cứng trong họ Cerambycidae.